# أوليفيا أوليري
أوليفيا أوليري (بالإنجليزية: Olivia O'Leary)‏ هي مقدمة تلفزيونية وصحفية أيرلندية، ولدت في 1949.

## وصلات خارجية
- أوليفيا أوليري على موقع IMDb (الإنجليزية)